# Familia Mărgărit

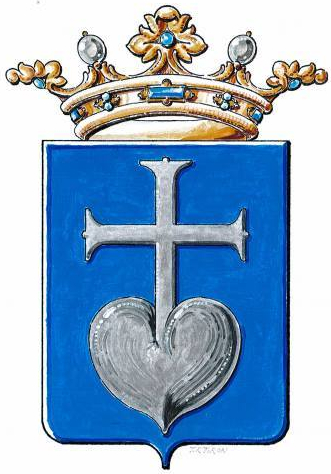
Stema familiei

Familia Mărgărit este o familie aparținând micii boierimi din Țara Românească.

## Istorie
Primul membru mai cunoscut al acestei familii este Mărgărit, Starostele breslei  negustorilor pe la 1757, când apare pomenit într-un act al  Mitropolitului Grigorie al Ungrovlahiei, ca ctitor al bisericii „Sfinții Voievozi Mihail și Gavril” din București.
Inițial din lemn, biserica s-a refacut din zid in iulie 1757. Din textul pisaniei care se mai păstrează și in prezent in amvon, aflăm că aceasta „s-a zidit și s-a imfrumusețat cu ajutorul lui Mărgărit Starostele, Nicolae Cernovodeanu, jupân Nicolae Cupețul și a altor creștini, ca să fie lor veșnică pomenire”.
Acesta era fiul lui Nicolae,  tot Staroste de Negustori ( cca.1730), a fost căsătorit cu Safta și a devenit unul dintre cei mai importanți negustori din Țara Românească la mijlocul secolului al XVIII-lea. Printre fiii lor se numară Gheorghe, Polcovnic (colonel) la Târgoviște si Ilinca.
A fost numit Staroste al Breslei Negustorilor din București și a desfășurat afaceri împreună cu alți comercianți importanți ai vremii, precum Iorga Staroste sau Ioan Chirul cu care era asociat pentru „negoțu de Lipsca”. 
O dovadă în plus a prestigiului de care Mărgărit Starostele se bucura în epocă este și faptul că numele său a figurat printre cele ale membrilor comisiei însărcinate la 1761 să gestioneze averea răposatului Mitropolit al Ungrovlahiei, Filaret Michialitzi.
Un cuscru al său era și Hagi Gavril Hriste sau Hristu, originar din Lipova și stabilit la Brașov, făcut în anul 1769, de către Principele Grigore Alexandru Ghica al Țării Românești „Staroste de Brașoveni pe Brașovenii streini ce se neguțătoresc aici în țară”.
Este interesant de menționat că prima soție a acestuia, „Hagica Stana”, fiica Gocimanului Brașovului Radu Pricop, era sora Ecaterinei, căsătorită cu  Zaharia Nicolau, co-propietar al marii Case de Comerț brașovene „Zaharia și Nicola Nicolau”, ale cărei legături comerciale se întindeau de la Costantinopol la Viena și Trieste și a cărei importanță pentru Ardeal a fost recunoscută de guvernul imperial în 1761.
Este vorba de aceeași familie von Duma – Nicolau care la inceputul sec. al XIX-lea se va înrudi cu familiile Mureșeanu (ce descinde direct din Dragoș I, pe filiera familiei Balea de Ieud)  și  Pitiș (familia celebrului Florian Pittiș, atestată documentar în Șcheii Brașovului încă din sec. al XVI-lea)   prin căsătoria Sevastiei cu Iacob Mureșianu (1812 – 1887 ), membru onorific al Academiei Române, director și redactor al „Gazetei de Transilvania”. 
O ladă cu documente particulare ale negustorului Gavril Hriste, sigilată și depusă la începtul secolului al XIX-lea, în beciurile Primăriei sau „Sfatului” săsesc din Brașov,  a fost descoperită abia prin deceniul doi al secolului XX. În această importantă colecție de documente s-a găsit printre altele și inventarul casei zidite în anul 1774, la Brașov de către Starostele Mărgărit:
„Fiind nevoit să părăsească Brașovul, Starostele Mărgărit, care avea și rang de boier, pohtește pe Dumnealui jupânul Gavril Hriste ca să primească să fie Epitrop pe cășile sale, pe care le am, zice el, aici în Brașov Șchei, în ulița Furcoi…ca să fie Dumnealui purtător de grijă cășilor și să aibă a pune neguțător cu chirie întrânsele și când ar avea ca să le vânză las pe Dumnealui să vânză și aflându-se mușteriu ca să le cumpere, Dumnealui să aibă a mă înștiința prin scrisoare”.
În cartea Sensibilitate și istorie în secolul al XVIII-lea românesc Ștefan Lemny face descrierea casei din Brașov a acestuia:

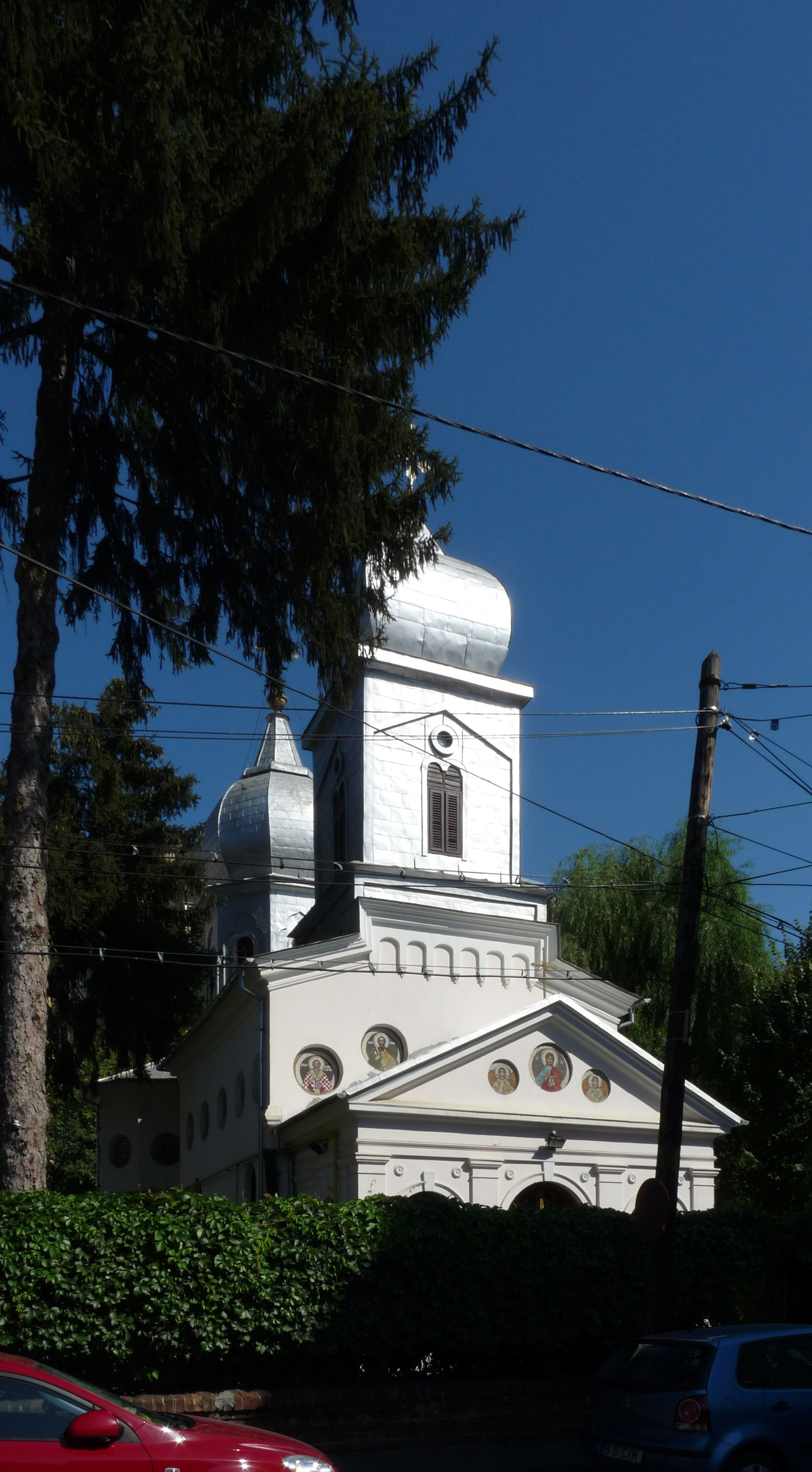
Biserica Oțetari din București, ctitorită la 1757

„Clădirea avea patru odăi toate cu podelele de scânduri: una mare, cu cinci ferestre din sticlă, cu sobe de cahlă (olane) albă; alta mică, doar cu o fereastră și incă două cu câte două ferestre fiecare și cu același sistem de sobe. Tinda, intrebuințată și ca bucătărie, avea și ea două ferestre între care se afla ușa. Foișorul era din zid, treptele ce duceau spre el din stejar, podeaua și tavanul din scânduri. (…) Una din camere, conținea un dulap vopsit, piesă ce înlocuia obișnuita ladă, mobilând grandios interiorul.” 
Pe langă aceasta mai era și „gradina cu 16 pruni și cu doi peri mai mici și un gutui și la mijlocul grădinii un păr mare.”
Datorită probabil  funcției pe care ajunge să o indeplinească, aceea de Staroste al breslei negustorilor, își căsătorește fiica, pe Ilinca, cu Negoiță, fiul lui Șerban Fusea și al Stancăi, membru al unei importante familii de boieri din Târgoviște, atestată documentar din sec. al XVII-lea.
La origine tot negustori, aceștia reușesc în timp,  să urce primele trepte ale ierarhiei boierești, ceea ce nu-i impiedică să își continue și încă cu succes,  afacerile.
O soră de-a lui Negoiță, Safta, se va mărita cu Biv-treti-Logofătul Cârstea Voinescu. Fiul lor,  Pană Voinescu este amintit în documente la 1796, cand îndeplinea funcția de polcovnic.
Împreună cu Ilinca, Negoiță o va adopta pe  nepoata lor, Bălașa Trapezuntu, care se va căsători cu Ion Porfiroghene, Clucer la 1799. Aceștia au avut o fiica, botezată Ruxandra, al cărui soț a fost  Nicolae Brătescu, Serdar  la 1838 si Paharnic, bunicul scriitorului Ioan Alexandru Brătescu-Voinești .
Negoiță și-a dat „obșteasca datorie „ la 27 noiembrie 1789, iar prin testamentul întocmit la 25 noiembrie 1781, o lăsa pe soția sa „desăvârșit stăpână„, deoarece „viețuise atâta vreme cu dânsa …și are și lipsă din zestrile ei” în schimbul obligației de a-i face „toate pomenirile până la 3 ani” cerând totodată ca aceasta să nu fie tulburată în posesiunea ei de rudele sale.
Prin testamentul întocmit la 25 aprilie 1793, Ilinca lăsa Balașei, nepoata adoptată, o parte din avere: jumatate din casele cu locul lor din mahalaua bisericii Sf. Vineri din Târgoviște, muntele Coteanu, o vie, o prăvălie de lemn, precum și un vad de moară „pa Ialomița, la Glodeni”.
Testamentul prezintă interes și din perspectivă heraldică, deoarece este întărit de Ilinca, cât și de mama ei Safta, prin aplicarea de către fiecare în parte, a propriului sigiliu inelar.
La 25 martie 1797, redacta o nouă foaie de zestre, probabil pentru a elimina orice neclaritate, în favoarea „nepoată-i… și fiică dă suflet Bălășicăi”.   Din foile de zestre făcute în favoarea Bălașei și a unei nepoate, Elinca, nu lipseau: bijuteriile, veșmintele scumpe, rânduielile mesei și cele ale așternutului, prăvăliile și locurile de casă în Târgoviște, munții, sălașele de țigani, trăsura, dar și plugul cu patru boi, cazanele de rachiu cu țevile lor, etc.
Spre sfârșitul vieții, Ilinca s-a călugărit la Schitul Fusea,  căci într-un document din 1803 este amintită „Elisafta monahia, fosta soție a ctitorului, Negoiță Fusea”. 
Dumitru Mărgărit este următorul membru cunoscut al familiei. Acesta trăia  in jurul anului 1850 în Viforâta, localitate aflata la 5 km distanță de municipiul Târgoviște și  era producător și negustor de vinuri.
Se căsătorește cu Tinca de la care nu are niciun moștenitor. Datorită  acestui fapt, în anul  1899 îl adoptă pe Ioan  ( n. 1881 – m. 1946), fiul legitim al Anei și al lui Neagu Pătrașcu.
El se va îndeletnici cu producția și comerțul de vinuri, ca și tatăl său adoptiv,  având relații de afaceri cu comercianți și hangii târgovișteni. A fost de asemenea, membru al Partidului Național Țărănesc. În vara anului 1900 el se căsătorește cu tânăra Neacșa Dorobanțu, fiica Primarului comunei Viforâta. Printre rudele prin alianță ale familiei Mărgărit se mai numară poetul Grigore Alexandrescu, Smaranda Gheorghiu, poetul Cezar Ivănescu si academicianul Octav Onicescu.
Familia continuă să existe și astăzi, membrii săi fiind ingineri, ofițeri, juriști, medici sau activând în administrația publică.

## Legături externe
- Familia Mărgărit - Istorie de familie
- Biserica din Joseni
- Câteva considerații despre familia Fusea
- Formula AS - Interviu cu Florian Pittiș
- Genealogia casei Nicolau
- Enciclopedia orașului Târgoviște
- The Traditional Architecture of Pietroșița (Dâmbovița County, Romania) – an overview - Tudor-Radu Tiron
- Rezumatul comunicărilor desfășurate în cadrul celui de-al XVII-lea Congres al Institutului de Genealogie si Heraldică "Sever Zotta" - "Familia Mărgărit de-a lungul secolelor: de la mica boierime, la clasa de mijloc", pag. 19, Iași, 2016